# تربان
تربان (به فرانسوی: Tréban) یک کامین در فرانسه است که در Canton of Pampelonne واقع شده‌است.

## خصوصیات
تربان ۳٫۱۷ کیلومترمربع مساحت و ۴۶ نفر جمعیت دارد و ۴۹۶ متر بالاتر از سطح دریا واقع شده‌است.